# Allophrys oculata
Allophrys oculata là một loài tò vò trong họ Ichneumonidae.